# Ruben Loftus-Cheek
Ruben Ira Loftus-Cheek, född 23 januari 1996, är en engelsk fotbollsspelare som spelar som mittfältare för AC Milan. Han har även representerat Englands landslag.

## Karriär
Loftus-Cheek kom till Chelsea vid åttaårsåldern. Han gjorde sin debut i A-laget i december 2014. 
Den 12 juli 2017 lånades Loftus-Cheek ut till Crystal Palace över resten av säsongen 2017/2018. Den 5 oktober 2020 lånades Loftus-Cheek ut till Fulham på ett låneavtal över resten av säsongen 2020/2021.
Den 30 juni 2023 värvades Loftus-Cheek av AC Milan, där han skrev på ett fyraårskontrakt.

## Meriter

### Klubb
Chelsea
- FA Youth Cup: 2011–12, 2013–14
- Barclays Under 21 Premier League: 2013–14
- Uefa Youth League: 2014–15
- Premier League: 2014-15

### Landslag
England U21
- Toulon Tournament: 2016

### Individuella
- Toulon Tournament Player of the Tournament (1): 2016